# کلرویدومتان
کلرویدومتان (به انگلیسی: Chloroiodomethane) با فرمول شیمیایی CH۲ClI یک ترکیب شیمیایی با شناسه پاب‌کم ۱۱۶۴۴ است. که جرم مولی آن 176.38 g/mol می‌باشد. شکل ظاهری این ترکیب، مایع بی‌رنگ است.